# Araneus acronotus
Araneus acronotus là một loài nhện trong họ Araneidae.
Loài này thuộc chi Araneus. Araneus acronotus được miêu tả năm 1861 bởi Grube.